# Vetsmelterij
Een vetsmelterij is inrichting voor de productie van dierlijke vetten. Een dergelijke inrichting kan aanwezig zijn in een slachterij of destructiebedrijf. Ook kan een vetsmelterij een zelfstandige fabriek zijn.

## Verwerking van bijproducten uit slachterijen
Er bestaan twee processen: natsmelten en droogsmelten. In het laatste geval kunnen ook beenderen worden verwerkt.

### Natsmelten
Vethoudend weefsel wordt in een smeltketel met behulp van stoominjectie verhit tot 90°C. Hierbij ontstaat een fractie gesmolten vet en een waterige fractie. De eiwitrijke vaste fractie, de kanen, wordt afgescheiden met behulp van een decanteercentrifuge. Vervolgens wordt met een centrifuge het vloeibaar vet en de waterige fractie (het lijmwater) gescheiden.
Het vloeibare vet kan worden gefiltreerd of gezeefd, waardoor de vaste deeltjes worden verwijderd. Eventueel kan het vet worden geraffineerd, waarbij kleurstoffen en andere verontreinigingen worden verwijderd, zodat een hoogwaardig vet ontstaat dat wit van kleur is. Processen die hierbij een rol spelen zijn: ontzuren, stomen, splitsen en filtreren. Natriumhydroxide, zwavelzuur en filtreerstoffen worden hierbij toegepast. Ook een mengerij, waarin verschillende vetsoorten worden gemengd tot een gewenst product ontstaat, maakt vaak deel uit van een vetsmelterij.
De vetten worden vooral in de menselijke voeding toegepast. Ook de kanen vinden een toepassing in de vleeswarenindustrie en worden gebruikt voor menselijke voeding. Het lijmwater wordt in de diervoeding gebruikt.

### Droogsmelten
Bij het droogsmelten wordt rauw vet, al dan niet vermengd met gemalen beenderen, in een roerketel gebracht. Het wordt droog verhit en het vrijkomende vocht wordt -onder vacuüm- uitgedampt. De kanen worden met behulp van een decanteercentrifuge gescheiden. Met behulp van een kanenpers wordt het resterende vet uit de kanen geperst. Aldus ontstaan kanenbrokken. Deze worden vermalen tot kanenmeel of, als er ook beenderen werden verwerkt, als vleesbeenderenmeel. Indien dit gebruikt wordt in de mengvoederindustrie moet het worden gesteriliseerd. Dit is niet nodig als het voor huisdiervoer wordt gebruikt.

## Verwerking van afgewerkt frituurvet
Tegenwoordig worden afgewerkte vetten van grootaanbieders, zoals horeca en voedingsmiddelenindustrie, waaronder frituurvet, opgehaald en verwerkt in een fabriek. Het vet wordt gesmolten en ontdaan van resten als frituurresten, en vocht. Dit smeltresidu (gewoonlijk 9-12%) wordt in een biogasinstallatie gebruikt met behulp waarvan bijvoorbeeld een warmte-krachtinstallatie wordt aangedreven. De gereinigde vetten vinden een technische toepassig, bijvoorbeeld in de procesindustrie of voor de productie van biodiesel.